# Flickan från byn
Flickan från byn är en svensk dokumentärfilm från 1981 i regi av Axel Rudorf-Lohmann. Den handlar om livet i en by i Kamerun.

### Fotnoter
1. ↑  ”Flickan från byn”. Svensk Filmdatabas. http://sfi.se/sv/svensk-filmdatabas/Item/?itemid=5578&type=MOVIE&iv=Basic&ref=/templates/SwedishFilmSearchResult.aspx?id%3d1225%26epslanguage%3dsv%26searchword%3dflickan+fr%C3%A5n+byn%26type%3dMovieTitle%26match%3dBegin%26page%3d1%26prom%3dFalse. Läst 14 maj 2013.